# Festival RTP da Canção 2009
O Festival RTP da Canção 2009 teve lugar no dia 27 de Fevereiro de 2009 no Teatro Camões, em Lisboa. A Rádio e Televisão de Portugal, alterou as regras do Festival, comparativamente a anos anteriores. Assim, até 12 de Janeiro, todos os cantores e compositores poderiam enviar as suas canções para a RTP. Depois, no prazo de uma semana, um júri seleccionou as 24 melhores canções. A partir de 19 de Janeiro, e durante uma semana, os telespectadores e fans do evento votaram na sua canção favorita, ouvindo as 24 canções e votando no site da RTP. As 12 canções com maior número de votos foram seleccionadas para participar na gala final, que teve lugar no dia 28 de Fevereiro de 2009.
Até à tarde do dia 12 de Janeiro, a RTP tinha recebido cerca de 200 canções. No final, foram enviadas para o canal televisivo do Festival Eurovisão Português, 393 músicas.
No dia 19 de Janeiro, no mesmo dia em que serão conhecido os 24 finalistas on-line, foi liberada uma lista com 24 nomes de relevância na música portuguesa que submeteram canções para entrar no concurso. São eles: Ana Malhoa, Bruno Henriques, Catarina Ferreira, Cláudia Madeira, Eva Danin, Evelyne, Fábia e Nuno Cardoso, Filipa Ruas, Hugo Biqueira, Kássio, Leonardo, Luciana Abreu, Nucha, Nuno Paiva, Nuno Durão e Ariana, Nuno Norte, Romana, Sofia e Fred, Sónia Santos, Tânia Gonçalves e Cheng, e Wanda Stuart.

## Semifinal
A semifinal consistiu na votação de 24 músicas escolhidas de entre 393, por parte de um júri escolhido pela RTP. No dia 19 de janeiro de 2009, foram então colocadas à votação no site da RTP, as seguintes músicas:
| #  | Artista            | Canção                                | Letra (l) / Música (m)                      | Classificação  | Votos    | %        |
| -- | ------------------ | ------------------------------------- | ------------------------------------------- | -------------- | -------- | -------- |
| 1  | Lyana              | "Vivo para a paz (Peace)"             | Lyana (m & l)                               | 20º            | 1061     | 0.90     |
| 2  | Nucha              | "Tudo está na tua mão"                | Ivan Prim (m), Nucha (l)                    | 8º             | 7000     | 5.95     |
| 3  | Flor-de-Lis        | "Todas as ruas do amor"               | Pedro Marques (m & l), Paulo Pereira (m)    | 7º             | 7024     | 5.97     |
| 4  | Tayti              | "Amore mio, amore mio"                | José Félix (m & l)                          | 11º            | 5705     | 4.85     |
| 5  | Pedro Daniel       | "Sem ti não quero acordar"            | Jorge do Carmo (m), Nikita (l)              | 14º            | 2774     | 2.36     |
| 6  | Pedro Duvalle      | "Sinto sentido"                       | Pedro Duvalle (m & l)                       | Desqualificado | 5873     | 4.99     |
| 7  | Romana             | "Acordem olhos doirados"              | Romana e Rodrigo Serrão (m & l)             | 6º             | 7087     | 6.02     |
| 8  | Angie              | "Sonhar sem limites"                  | Guido Craveiro (m), Sérgio de Oliveira (l)  | 13º            | 3073     | 2.61     |
| 9  | Nuno e Fábia       | "Não demores (quero-te aquecer)"      | Pedro Vaz (m & l)                           | 2º             | 10420    | 8.86     |
| 10 | Infantes de Sagres | "O beijo de quando te vais embora"    | Miguel Castro (m & l)                       | 15º            | 2634     | 2.24     |
| 11 | Fernando Pereira   | "É o amor (que nos faz acreditar)"    | Lucas Jr. (m), Fernando Pereira (l)         | 10º            | 6321     | 5.37     |
| 12 | Luciana Abreu      | "Juntos vamos conseguir (Yes We Can)" | Carlos Coincas (m & l), Luciana Abreu (l)   | 1º             | 11193    | 9.51     |
| 13 | Sérgio Lucas       | "Procuro-me em ti"                    | António Loureiro (m), Sérgio Lucas (l)      | 16º            | 2108     | 1.80     |
| 14 | Eva Danin          | "Amar mais forte que o vento"         | Rui Videira (m & l)                         | 3º             | 10015    | 8.51     |
| 15 | Jackpot            | "Há sempre um mas"                    | Jackpot (m & l)                             | 17º            | 1926     | 1.64     |
| 16 | Miguel Cervini     | "Não está"                            | Miguel C. (m & l)                           | Desistiu       | Desistiu | Desistiu |
| 17 | Francisco Andrade  | "Voar é ver"                          | Carlos Massa (m & l), Fernando Abrantes (m) | 9º             | 6782     | 5.77     |
| 18 | Armando Gama       | "Amor mais-que-perfeito"              | Armando Gama (m & l)                        | 22º            | 336      | 0.28     |
| 19 | Ana Sofia          | "O meu planeta especial"              | Tó Sanches (m & l)                          | 21º            | 807      | 0.69     |
| 20 | André Rodrigues    | "Não vou voltar a mim"                | André Rodrigues (m & l)                     | 4º             | 8869     | 7.54     |
| 21 | Nuno Norte         | "Lua sem luar"                        | Paulo Abreu Lima (m & l)                    | 12º            | 5527     | 4.70     |
| 22 | Filipa Baptista    | "O teu lugar (pela vida adentro)"     | Augusto Madureira (m & l)                   | 5º             | 7911     | 6.72     |
| 23 | Flávio             | "Jura que ainda me amas"              | Jorge do Carmo (m), Tó Andrade (l)          | 18º            | 1856     | 1.58     |
| 24 | Daniel Costa       | "Mais uma vez (este mar salgado)"     | Daniel Costa (m & l)                        | 19º            | 1335     | 1.13     |

Notas
- Pedro Daniel também esteve em risco de ser desqualificado, devido ao facto da sua canção já existir antes de entrar em concurso para o Festival RTP da Canção 2009, tendo sido já divulgada no ano de 2008.[2]

## Final
A final do Festival da Canção ocorreu a 27 de fevereiro de 2009 no Teatro Camões, em Lisboa, e foi apresentada por Sílvia Alberto. Nesta final desfilaram as 12 canções mais votadas na semifinal online:
| #  | Artista           | Canção                                | Letra (l) / Música (m)                      | Pontuação         | Pontuação             | Total | Classificação |
| #  | Artista           | Canção                                | Letra (l) / Música (m)                      | Júri (Convertido) | Televoto (Convertido) | Total | Classificação |
| -- | ----------------- | ------------------------------------- | ------------------------------------------- | ----------------- | --------------------- | ----- | ------------- |
| 1  | Nucha             | "Tudo está na tua mão"                | Ivan Prim (m), Nucha (l)                    | 3                 | 1                     | 4     | 9º            |
| 2  | Romana            | "Acordem olhos doirados"              | Romana e Rodrigo Serrão (m & l)             | 6                 | 2                     | 8     | 7º            |
| 3  | Filipa Baptista   | "O teu lugar (pela vida adentro)"     | Augusto Madureira (m & l)                   | 7                 | 5                     | 12    | 4º            |
| 4  | André Rodrigues   | "Não vou voltar a mim"                | André Rodrigues (m & l)                     | 1                 | 0                     | 1     | 11º           |
| 5  | Luciana Abreu     | "Juntos vamos conseguir (Yes We Can)" | Carlos Coincas (m & l), Luciana Abreu (l)   | 4                 | 12                    | 16    | 3º            |
| 6  | Nuno Norte        | "Lua sem luar"                        | Paulo Abreu Lima (m & l)                    | 8                 | 4                     | 12    | 4º            |
| 7  | Tayti             | "Amore mio, amore mio"                | José Félix (m & l)                          | 0                 | 3                     | 3     | 10º           |
| 8  | Fernando Pereira  | "É o amor (que nos faz acreditar)"    | Lucas Jr. (m), Fernando Pereira (l)         | 0                 | 0                     | 0     | 12º           |
| 9  | Eva Danin         | "Amar mais forte que o vento"         | Rui Videira (m & l)                         | 5                 | 7                     | 12    | 4º            |
| 10 | Francisco Andrade | "Voar é ver"                          | Carlos Massa (m & l), Fernando Abrantes (m) | 10                | 8                     | 18    | 2º            |
| 11 | Flor-de-Lis       | "Todas as ruas do amor"               | Pedro Marques (m & l), Paulo Pereira (m)    | 12                | 10                    | 22    | 1º            |
| 12 | Nuno & Fábia      | "Não demores (quero-te aquecer)"      | Pedro Vaz (m & l)                           | 2                 | 6                     | 8     | 7º            |

Segue-se a tabela de votações no Festival RTP da Canção 2009: 
| #  | Júri Distrital | Júri Distrital | Júri Distrital | Júri Distrital | Júri Distrital | Júri Distrital | Júri Distrital | Júri Distrital | Júri Distrital | Júri Distrital | Júri Distrital | Júri Distrital | Júri Distrital | Júri Distrital | Júri Distrital | Júri Distrital | Júri Distrital | Júri Distrital | Júri Distrital | Júri Distrital | Júri Distrital | Júri Distrital | Júri Distrital | Televoto/Desfecho | Televoto/Desfecho | Televoto/Desfecho | Televoto/Desfecho | Televoto/Desfecho |
| #  | AVE            | BEJ            | BRA            | BRÇ            | CAS            | COI            | ÉVO            | FAR            | FUN            | GUA            | LEI            | LIS            | PDL            | POG            | POR            | SAN            | SET            | VIA            | VIL            | VIS            | Tot.           | Pos.           | 1-7/8, 10, 12  | %                 | Pos.              | 1-7/8, 10, 12     | Soma Total        | Pos. Final        |
| -- | -------------- | -------------- | -------------- | -------------- | -------------- | -------------- | -------------- | -------------- | -------------- | -------------- | -------------- | -------------- | -------------- | -------------- | -------------- | -------------- | -------------- | -------------- | -------------- | -------------- | -------------- | -------------- | -------------- | ----------------- | ----------------- | ----------------- | ----------------- | ----------------- |
| 01 | 8              | 1              | 6              | 2              | 2              | 6              | 4              | 4              |                | 5              | 5              | 7              | 5              | 2              | 3              | 4              | 4              | 5              | 3              | 2              | 78             | 8º             | 3              | 2%                | 10º               | 1                 | 4                 | 9º                |
| 02 | 6              | 3              | 2              | 3              | 5              | 8              | 7              | 10             | 10             | 8              | 4              | 1              | 10             | 7              | 6              | 7              | 6              | 8              | 6              | 7              | 124            | 5º             | 6              | 3%                | 9º                | 2                 | 8                 | 7º                |
| 03 | 10             | 12             | 8              | 7              | 6              | 4              | 6              | 5              | 6              | 6              | 10             | 2              | 8              | 3              | 10             | 10             | 5              | 4              | 5              | 3              | 130            | 4º             | 7              | 6%                | 6º                | 5                 | 12                | 4º                |
| 04 |                |                |                |                | 3              | 1              | 1              |                | 4              | 3              | 2              | 5              | 1              |                | 4              |                |                | 2              | 1              | 5              | 31             | 10º            | 1              | 2%                | 12º               | 0                 | 1                 | 11º               |
| 05 | 5              | 6              | 10             | 1              | 4              | 3              | 5              | 3              | 5              | 7              | 6              | 3              | 4              | 8              | 1              | 12             | 8              | 3              | 7              | 6              | 107            | 7º             | 4              | 28%               | 1º                | 12                | 16                | 3º                |
| 06 | 4              | 5              | 5              | 5              | 8              | 10             | 10             | 8              | 7              | 4              | 8              | 10             | 6              | 5              | 5              | 8              | 2              | 10             | 8              | 12             | 143            | 3º             | 8              | 7%                | 7º                | 4                 | 12                | 4º                |
| 07 | 1              |                | 1              | 4              | 1              |                |                |                | 3              |                |                |                | 1              |                |                | 3              | 3              |                | 4              |                | 21             | 11º            | 0              | 4%                | 8º                | 3                 | 3                 | 10º               |
| 08 |                |                | 3              |                |                | 2              | 2              | 1              |                |                |                |                |                |                |                |                |                |                | 2              |                | 10             | 12º            | 0              | 2%                | 11º               | 0                 | 0                 | 12º               |
| 09 | 3              | 4              | 4              | 6              | 10             | 5              | 3              | 6              | 1              | 12             |                | 6              | 2              | 6              | 7              | 2              | 12             | 6              | 10             | 1              | 109            | 6º             | 5              | 7%                | 4º                | 7                 | 12                | 4º                |
| 10 | 7              | 7              | 10             | 10             | 7              | 7              | 8              | 7              | 8              | 1              | 7              | 8              | 12             | 10             | 8              | 6              | 7              | 7              |                | 8              | 145            | 2º             | 10             | 9%                | 3º                | 8                 | 18                | 2º                |
| 11 | 12             | 7              | 12             | 12             | 12             | 12             | 12             | 12             | 12             | 10             | 12             | 12             | 7              | 12             | 12             | 5              | 10             | 12             | 12             | 10             | 217            | 1º             | 12             | 25%               | 2º                | 10                | 22                | 1º                |
| 12 |                | 2              |                | 8              |                |                |                | 2              | 2              | 2              | 1              | 5              | 3              | 4              | 2              | 1              | 1              | 1              |                | 4              | 40             | 9º             | 2              | 7%                | 5º                | 6                 | 8                 | 7º                |

- O lugar de alinhamento na Final foi divulgado 4 de Fevereiro.[4]

** O total de pontos foi encontrado nesta página e tirados da emissão de TV do Festival.